# Friedhelm Kemper

Friedhelm Kemper

Friedhelm Traugott Georg Kemper (* 24. November 1906 in Pyritz; † 2. April 1990 in Mosbach) war ein deutscher Politiker (NSDAP).

## Leben und Wirken
Der Sohn eines Redakteurs und Schriftleiters besuchte von 1913 bis 1918 die Volksschule in Mülheim-Speldorf und anschließend bis 1921 die Mittelschule in Halle. Zwischen 1921 und 1924 absolvierte Kemper eine kaufmännische Lehre bei der Saale-Zeitung in Halle. Ergänzend dazu besuchte er die dortige kaufmännische Berufsschule. Von 1924 bis 1927 arbeitete er als Angestellter des Weinheimer Anzeigers, um anschließend bis 1928 für die Halleschen Nachrichten und den Generalanzeiger Halle tätig zu sein. 1930 heiratete Kemper; aus der Ehe gingen vier Kinder hervor.
Kemper gehörte der Wandervogelbewegung an und schloss sich 1921 dem völkischen Jugendbund Adler und Falken an. Im Januar 1923 trat er der NSDAP bei. 1925 wurde er Mitglied der Jugendgruppe des Schlageterbundes, einer Tarnorganisation der verbotenen SA. Nach der Aufhebung des Parteiverbots trat er der NSDAP zum 26. Juli 1926 erneut bei (Mitgliedsnummer 41.016). Kemper gehörte der Weinheimer Ortsgruppe unter Walter Köhler an und trat als Redner der Partei im Weinheimer Raum und im südlichen Odenwald auf. In Weinheim offenbar wegen seiner antisemitischen Haltung entlassen, leitete er nach seinem Wechsel nach Halle die dortige NSDAP-Ortsgruppe. Ab 1928 war er NSDAP-Gauredner; später wurde er zum Reichsredner ernannt. 
Ab Frühjahr 1928 war Kemper erneut in Baden tätig und übernahm den Vertrieb der NSDAP-Gauzeitung Der Führer im Raum Mannheim. 1930 wurde er nach parteiinternen Auseinandersetzung als Mannheimer NSDAP-Ortsgruppen- und Bezirksleiter durch Karl Lenz abgelöst. Kemper wurde Vertriebsleiter der Zeitung Der Führer und gehörte der Propagandaabteilung der Gauleitung an. Vorübergehend war er Mitglied der SA-Reserve. 1932 folgte er Felix Wankel als Führer der Hitlerjugend (HJ) in Baden.
Nach der Machtübertragung an die Nationalsozialisten ernannte Gauleiter und Reichskommissar Robert Wagner Kemper zum Sonderkommissar für Jugendpflege und Jugendbewegung sowie zum Jugendführer in Baden. Im April 1933 wurde Kemper für einige Monate Mitglied des letzten Badischen Landtags. Anschließend saß er von November 1933 bis zum Ende der NS-Herrschaft im Frühjahr 1945 als Abgeordneter für den Wahlkreis 32 (Baden) im nationalsozialistischen Reichstag.
Kemper, der 1937 zum HJ-Obergebietsführer ernannt wurde, gehörte zu den Organisatoren der Bücherverbrennung in Baden. Durch mehrere Erlasse schränkte er die Rechte konfessioneller Jugendverbände ein und griff in Reden deren Leiter als Feinde des NS-Regimes an. Nach dem deutschen Angriff im Westen war er ab 1940 auch im de facto annektierten Elsass für die HJ zuständig. Von Sommer 1939 bis Februar 1942 sowie in der Endphase des Zweiten Weltkrieges war Kemper zur Wehrmacht eingezogen.
Nach dem Ende des NS-Regimes stellte sich Kemper im Juni 1945 den amerikanischen Militärbehörden und wurde gemäß dem automatischen Arrest in Kornwestheim und Ludwigsburg interniert. In der Entnazifizierung gruppierte ihn die Spruchkammer Karlsruhe im Juli 1948 als „Belasteten“ ein und verurteilte ihn zu einer dreijährigen Haftstrafe, auf die die Internierung angerechnet wurde, sowie zum Einzug von 20 % seines Vermögens. Nach seiner Freilassung arbeitete Kemper vorübergehend als Landarbeiter, später als freiberuflicher Handelsvertreter. Die Eintreibung der in der Entnazifizierung auferlegten Geldstrafe wurde 1954 wegen Aussichtslosigkeit eingestellt. Kemper lebte zunächst in Wenkheim, später in Schefflenz.